# دیو ویلسون (شناگر)
دیو ویلسون (به انگلیسی: Dave Wilson) (زادهٔ ۵ اکتبر ۱۹۶۰) شناگر اهل ایالات متحده آمریکا است.